# 도스 필라스
도스 필라스(스페인어: Dos Pilas)는 과테말라 페텐 주에 위치한 마야 문명의 유적이다. 마야 고전기 후기에 지어졌으며, 629년에 인근 지역과 강을 통한 교역로를 통제하려는 의도로 티칼이 세운 식민도시이다. 648년에는 티칼의 지배에서 벗어나 티칼의 경쟁 도시였던 칼라크물의 편으로 돌아섰으나, 여전히 티칼의 상형문자를 사용하는 등 문화적인 면에서는 티칼의 영향을 크게 받았다. 초기에는 공격적인 정복 사업을 벌이며 이트잔, 아로요 데 피에드라, 타마린디토와 같은 인근 도시들을 정복하였다. 도스 필라스와 인근 도시인 아구아테카는 한 왕실이 다스리는 공동 수도로 바뀌었다. 이 왕국은 주변의 페텍스바툰 호수의 이름을 따 '페텍스바툰 왕국'이라고 불렸다. 허나 고전기 후기 들어 마야 문명이 점차 쇠퇴하기 시작하자, 도스 필라스도 무너져갔고 결국 761년에 완전히 버려졌다. 
도스 필라스는 고전기 후기의 쌍두마차 격인 티칼과 칼라크물 사이에서 상당히 중요한 역할을 했으며, 여타 마야 유적들보다 남아있는 기록들도 많아 상대적으로 역사도 잘 복원되어 있다. 1970년 6월 12일에 과테말라 교육부에 의하여 국가 유산 1210호로 지정되었다.